# Beżiw
Beżiw (ukr. Бежів) – wieś na Ukrainie, w obwodzie żytomierskim, w rejonie żytomierskim, w hromadzie Czerniachów. W 2024 liczyła 481 mieszkańców.